# مکانیک

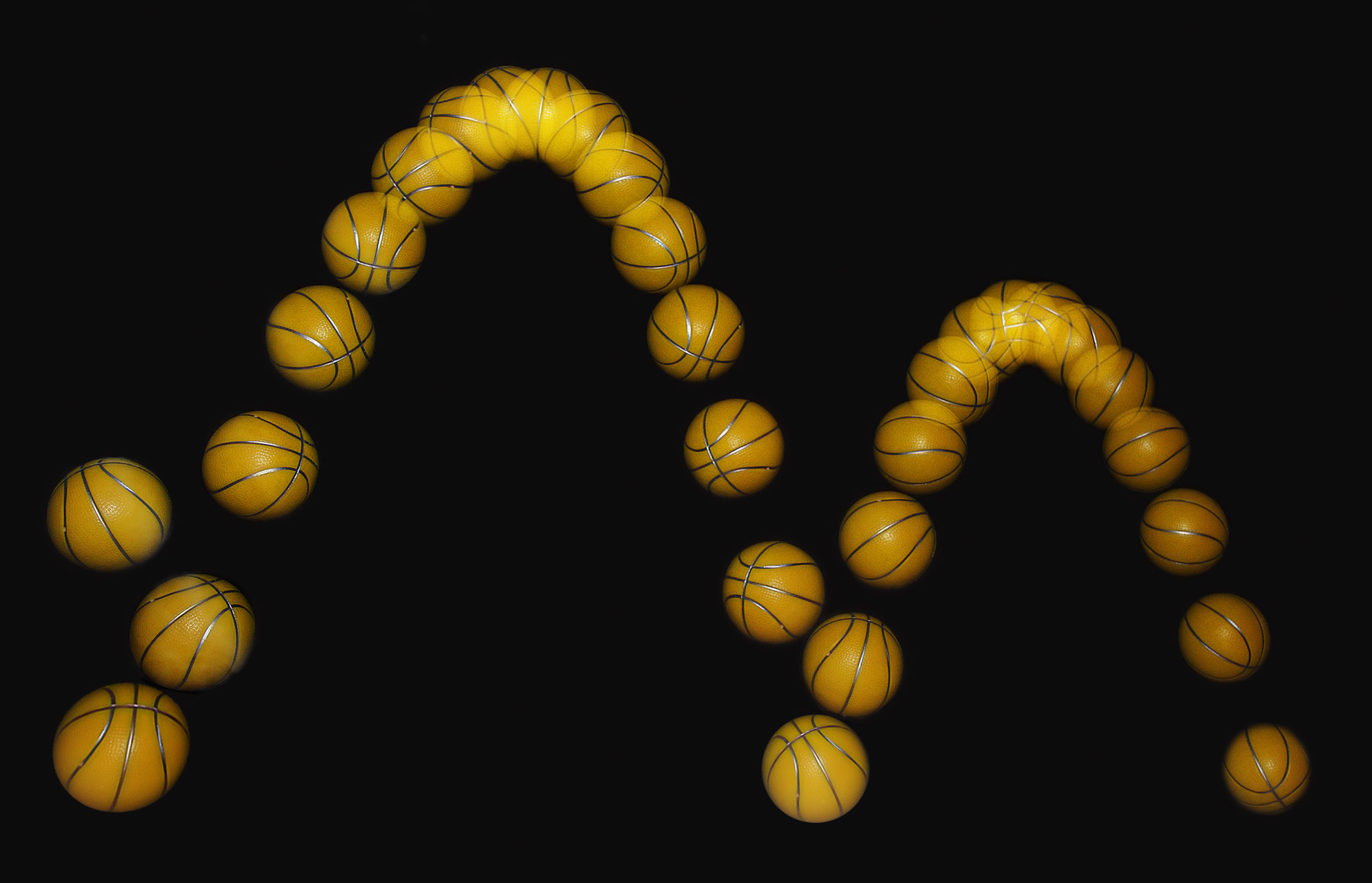

مکانیک (به فرانسوی: Mécanique) یا سازوکارشناسی یکی از شاخه‌های فیزیک است که به مطالعۀ حرکات ماده و نیروهایی که باعث آن حرکات می‌شود می‌پردازد. دانش مکانیک که بر مبانی متعددی همچون زمان، مکان، نیرو، انرژی و ماده بنا شده است، در مطالعۀ تمام شاخه‌های فیزیک، شیمی، زیست‌شناسی و مهندسی به کار گرفته می‌شود.

## مکانیک
مقالهٔ اصلی: مکانیک کلاسیک

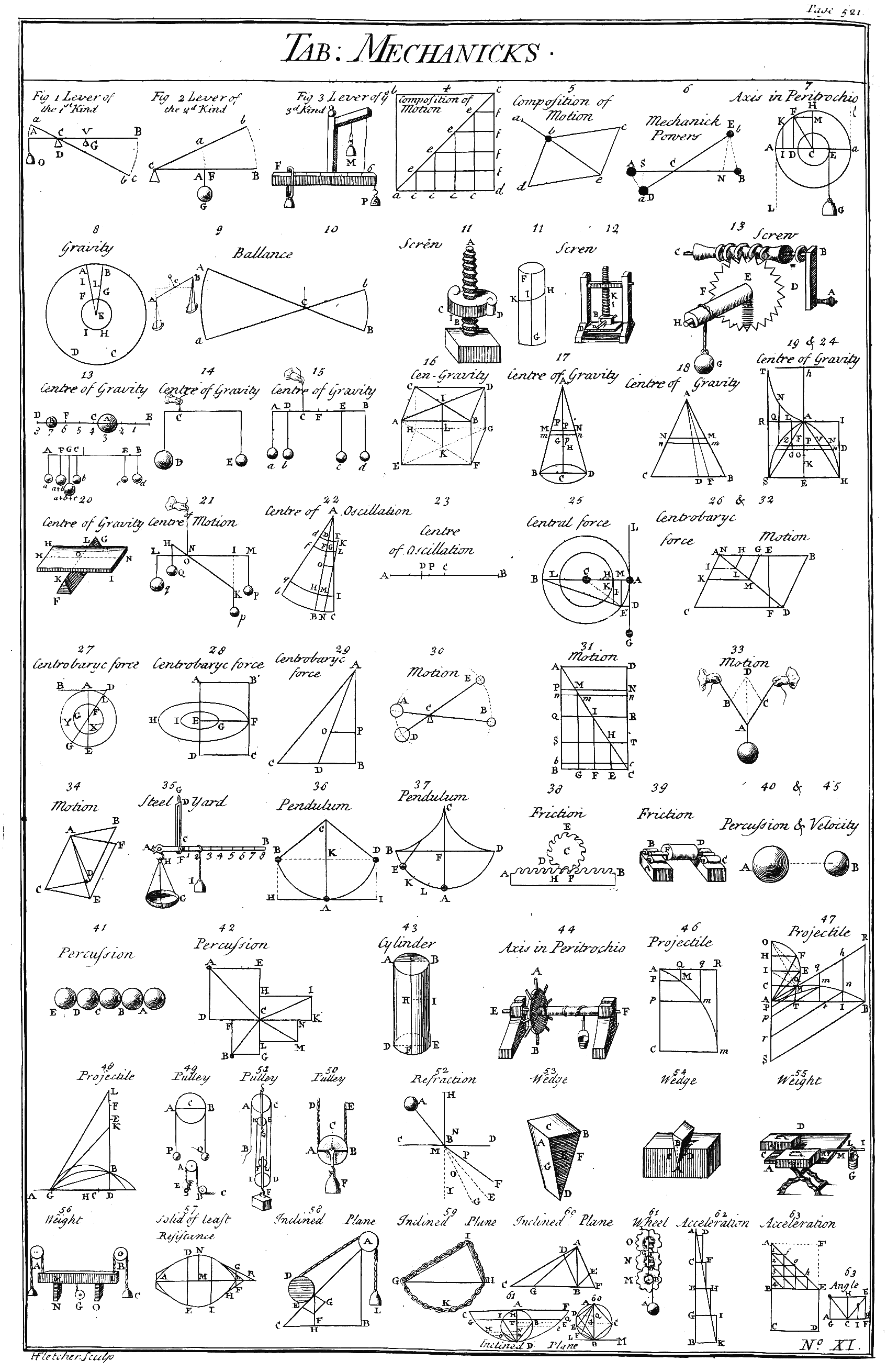
جدولی از مکانیک و چندین مسئله از مکانیک کلاسیک

مکانیک (یا مکانیک نیوتنی) بیان ریاضی حرکت و نیرو در پدیده‌های ماکروسکپی طبیعت است. کارهای دانشمندانی مانند تیکو براهه، کپلر، گالیله و به‌ویژه نیوتن این دانش را برپایه‌های نظری قرار داد. بعدها نیز دانشمندانی مانند دلامبر، لاگرانژ، همیلتون و ژاکوبی فرمول‌بندی‌های جدیدی از این مبحث ارائه دادند.

### شاخه‌ها
مکانیک کلاسیک به دو شاخۀ استاتیک و دینامیک تقسیم می‌شود که استاتیک بررسی نیروهای اجسام ایستاده است و دینامیک حرکت ذرات را بررسی می‌کند. در حالت کلی حرکت یک ذره از دو دیدگاه مختلف می‌تواند مورد بررسی قرار گیرد. به بیان دیگر می‌توان گفت به‌طورکلی دینامیک که در آن حرکت اجسام مورد تجزیه و تحلیل قرار می‌گیرد شامل دو قسمت سینماتیک و سینتیک است. در بخش سینماتیک از علت حرکت، بحثی به میان نمی‌آید و حرکت بدون توجه به عامل ایجادکنندۀ آن بررسی شده و حرکت بحث بیشتر جنبۀ هندسی دارد. در بخش سینتیک دلایل حرکت اجسام که همان نیروهای وارد بر جسم پویاست بررسی می‌شود.

## مکانیک کوانتومی
مقالهٔ اصلی: مکانیک کوانتومی
با آن‌که مکانیک کلاسیک توصیف دقیقی از پدیده‌های ماکروسکپی در سرعت‌های بسیار کمتر از سرعت نور می‌دهد و در پدیده‌های روزمره وسیلۀ اصلی کار مهندسان و فیزیک‌دانان است، در توضیح پدیده‌های مربوط به سرعت‌های زیاد (نزدیک به سرعت نور) و پدیده‌های میکروسکپی به‌کار نمی‌آید. در قرن بیستم برای رفع این اشکالات رشتۀ مکانیک کوانتومی به‌وجود آمد. پدیدۀ سرعت‌های زیاد را اینشتین با نظریۀ نسبیت خود توجیه کرد، ولی برای حل مشکلات پدیده‌های میکروسکوپی به قوانین و نظریه‌های کاملاً جدیدی احتیاج است که آن در مجموع مکانیک کوانتومی را تشکیل می‌دهد.